# 중앙아프리카 공화국
중앙아프리카 공화국(프랑스어: République centrafricaine 레퓌블리크 상트라프리켄[*], 상고어: Ködörösêse tî Bêafrîka 코도로세세 티 베아프리카, 영어: Central African Republic)은 아프리카 중서부에 있는 공화국이다. 줄여서 중아공이라고 호칭한다.
1960년에 프랑스로부터 독립했으나 아프리카의 나폴레옹을 꿈꾸던 독재자 장베델 보카사의 쿠데타로 1976년에 중앙아프리카 제국으로 개칭되었다. 1979년 프랑스 낙하산 부대와 반대 세력들의 쿠데타로 제국은 붕괴되고 본래의 상태로 되돌려졌다.

## 행정 구역

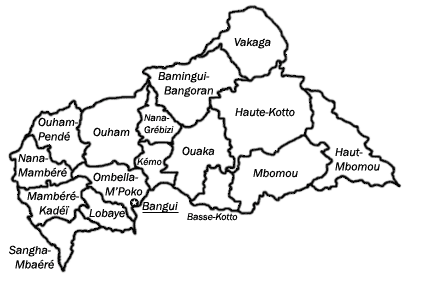
중앙아프리카 공화국의 행정 구역

중앙아프리카 공화국은 14개 주와 2개의 경제주, 1개의 자치현으로 구성되어 있으며 이들 행정 구역은 다시 71개 구로 나뉜다.
- 바밍기방고랑 주 (Bamingui-Bangoran, 주도 은델레)
- 바스코토 주 (Basse-Kotto, 주도 모바예)
- 오트코토 주 (Haute-Kotto, 주도 브리아)
- 오트음보무 주 (Haut-Mbomou, 주도 오보)
- 케모 주 (Kémo, 주도 시부트)
- 로바예 주 (Lobaye, 주도 음바이키)
- 맘베레카데이 주 (Mambéré-Kadéï, 주도 베르베라티)
- 음보무 주 (Mbomou, 주도 방가수)
- 나나맘베레 주 (Nana-Mambéré, 주도 부아르)
- 옴벨라음포코 주 (Ombella-M'Poko, 주도 빔보)
- 와카 주 (Ouaka, 주도 밤바리)
- 우암 주 (Ouham, 주도 보상고아)
- 우암펭데 주 (Ouham-Pendé, 주도 보줌)
- 바카가 주 (Vakaga, 주도 비라오)

경제주
- 나나그레비지 주 (Nana-Grébizi, 주도 카가방도로)
- 상가음바에레 주 (Sangha-Mbaéré, 주도 놀라)

자치현
- 방기 (Bangui)

## 지리
중앙아프리카 공화국은 내륙국이며 아프리카 중앙 부분에 있다. 서쪽은 카메룬, 북쪽은 차드와 수단, 동쪽은 남수단, 남쪽은 콩고 공화국, 콩고 민주 공화국과 국경을 접하고 있다. 대부분은 평평하고 이어지는 평원 지대이며 평균 고도는 500m 정도이다. 북동 지방에는 페리트 언덕이 있으며 남서 지대는 구릉지대가 펼쳐진다. 북서쪽에는 화강암 고원이 나타나며 이 곳의 평균 해발고도는 1,143 m에 이른다. 전체적으로 기복이 완만한 고원이다.
전체 면적은 622,984km2이며 세계에서 43번째로 큰 나라이다. 우크라이나와 거의 크기가 비슷하며 미국 텍사스 주보다 조금 작은 수준이다.
남쪽 국경 일대의 다수는 콩고 강의 지류가 흘러가는데 동쪽으로는 음보무 강(Mbomou River)이 흘러가며 우엘레 강이 합류하여 우방기강(Ubangi River)을 이룬다.
전국토의 8% 정도가 삼림이며 남쪽에 숲이 많이 우거져있다. 상업적 삼림 채벌을 위해 숲이 우거진 경우도 많으며 현재 삼림 벌채는 일년에 0.4%이다.
평면상의 지형은 부르키나파소와 약간 닮았다.

### 기후

중앙아프리카공화국의 쾨펜 기후 구분 지도

중앙아프리카공화국의 기후는 대체로 열대 기후에 속하며, 북부 지역에서는 6월부터 9월까지, 남부 지역에서는 5월부터 10월까지 우기가 지속된다. 우기 동안에는 거의 매일 폭우가 내리며, 이른 아침에는 안개가 자주 발생한다. 연간 최대 강수량은 우방기 상류 지역에서 약 1,800 밀리미터 에 이른다.
북부 지역은 2월부터 5월까지 덥고 습한 날씨가 지속되며,[1] 때때로 뜨겁고 건조하며 먼지가 많은 무역풍인. 남부 지역은 보다 적도 기후에 가깝지만, 사막화의 영향을 받고 있으며, 동북부 일부 지역은 스텝 기후에 속한다.

## 정치
대통령제 공화정 국가이다. 한 때는 제국, 군사 독재를 한 바가 있었다.

### 외교
프랑수아 보지제 대통령은 국제 사회의 원조를 받는 것을 우선순위에 놓고 있다.
대한관계
대한민국과는 1963년 9월에 수교하였고 1988년 88서울올림픽때는 선수단을 파견하였다. 2008년 9월 재개설된 주 카메룬 대사관이 겸임한다. 모두 20명(재외국민 20명, 시민권자 0명)의 한민족들이 중앙아프리카 공화국에 거주(2010년 12월 기준)하고 있다. 조선민주주의인민공화국과는 1969년에 수교하였다가 1971년에 단교했고 1977년에 재수교하였다.
대중관계
1964년 중화민국과 단교하고 1976년 중화인민공화국과 수교했다.
덴마크와의 관계
덴마크는 방기에 명예 영사관(상위 기관은 駐부르키나파소(와가두구 소재) 대사관)을 두고 있고, 중앙아프리카공화국은 駐벨기에 대사관(브뤼셀 소재)이 주덴마크 대사관을 겸임하고 있다.
콩고 공화국과의 관계
중앙아프리카공화국의 2005년 선거 당시, 콩고 공화국의 대통령 드니 사수응게소는 프랑수아 보지제를 공개적으로 지지한 바 있다. 중앙아프리카 공화국에 주재하는 다국적군(FOMUC)에 콩고 공화국의 군대도 포함되어 있다.

## 사회
북부지역에서 계속되는 내전으로 2008년에만 최소 12만 5천명의 난민이 발생했다.

## 경제

2019년 중앙아프리카 공화국의 수출 품목 비율

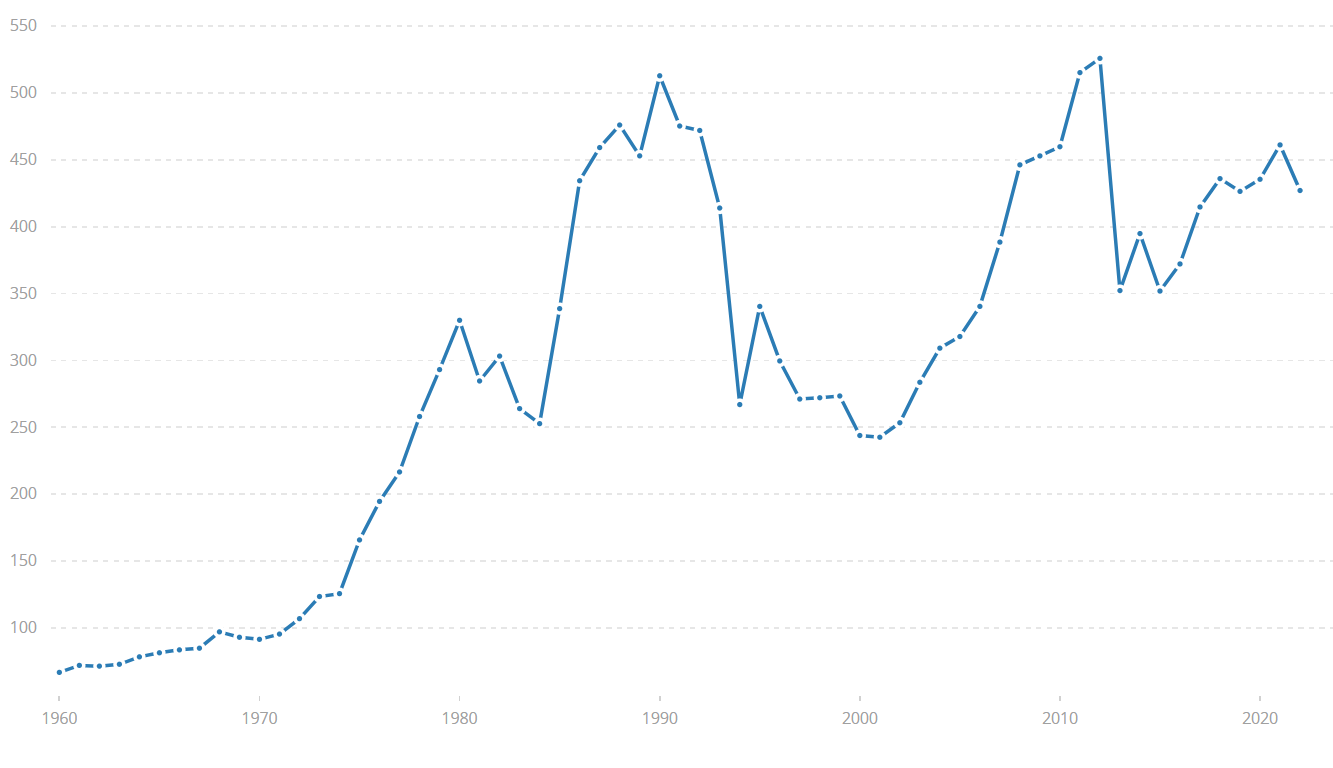
1인당 GDP (2022년 USD 기준)

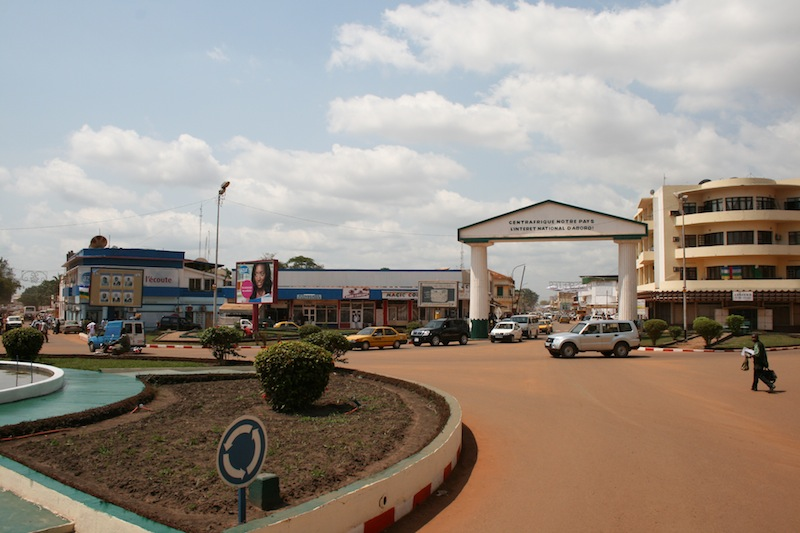
방기의 상업 지구

중앙아프리카 공화국의 1인당 소득은 약 400달러로 세계에서 가장 낮은 수준으로 평가된다. 그러나 이 수치는 공식적인 수출 판매량을 기준으로 산정된 것이며, 식료품, 전통주, 다이아몬드, 상아, 야생동물 고기, 전통 의약품 등의 비공식 거래는 포함되지 않았다.
중앙아프리카 공화국의 통화는 중앙아프리카 CFA 프랑이며, 이는 프랑스령 서아프리카의 여러 국가에서 통용되며 유로화에 고정 환율로 연동되어 있다. 다이아몬드는 국가의 주요 수출 품목으로 전체 수출 수익의 4050%가 불법적으로 국외로 반출되는 것으로 추정된다.
2022년 4월 27일, 비트코인이 추가적인 법정 통화로 채택되었다. 그러나 2022년 5월 6일 열린 비상회의에서 중앙아프리카 은행위원회(COBAC)는 결정문 D-071-2022를 발표하며 암호화폐 사용을 금지하였고, 결국 비트코인의 법정 화폐 지위는 철회되었다.
농업 부문은 카사바, 땅콩, 옥수수, 수수, 기장, 참깨, 플랜틴 등의 식량작물 생산이 중심을 이룬다. 연간 실질 GDP 성장률은 3%를 약간 웃돌고 있다. 중앙아프리카 공화국에서 가장 중요한 작물은 수출용 현금 작물보다 국내 소비용 식량작물이다. 주요 현금 작물인 면화의 연간 생산량이 2만 5천30만 톤에 달한다. 그러나 체체파리의 존재로 인해 가축 사육은 제한적인 상황이다.
공화국의 주요 수입 상대국은 프랑스(17.1%)이며, 그 외 주요 수입국으로는 미국(12.3%), 인도(11.5%), 중국(8.2%) 등이 있다. 한편, 최대 수출 상대국은 프랑스(31.2%)이며, 그 다음으로는 부룬디(16.2%), 중국(12.5%), 카메룬(9.6%), 오스트리아(7.8%) 등이 주요 수출국으로 꼽힌다.
이 나라는 아프리카 사법 조화 기구 회원국이며, 2009년 세계은행의 "기업 환경 평가" 에서 '사업 용이성' 부문 183개국 중 최하위(183위)를 기록하였다.

### 인프라

#### 교통

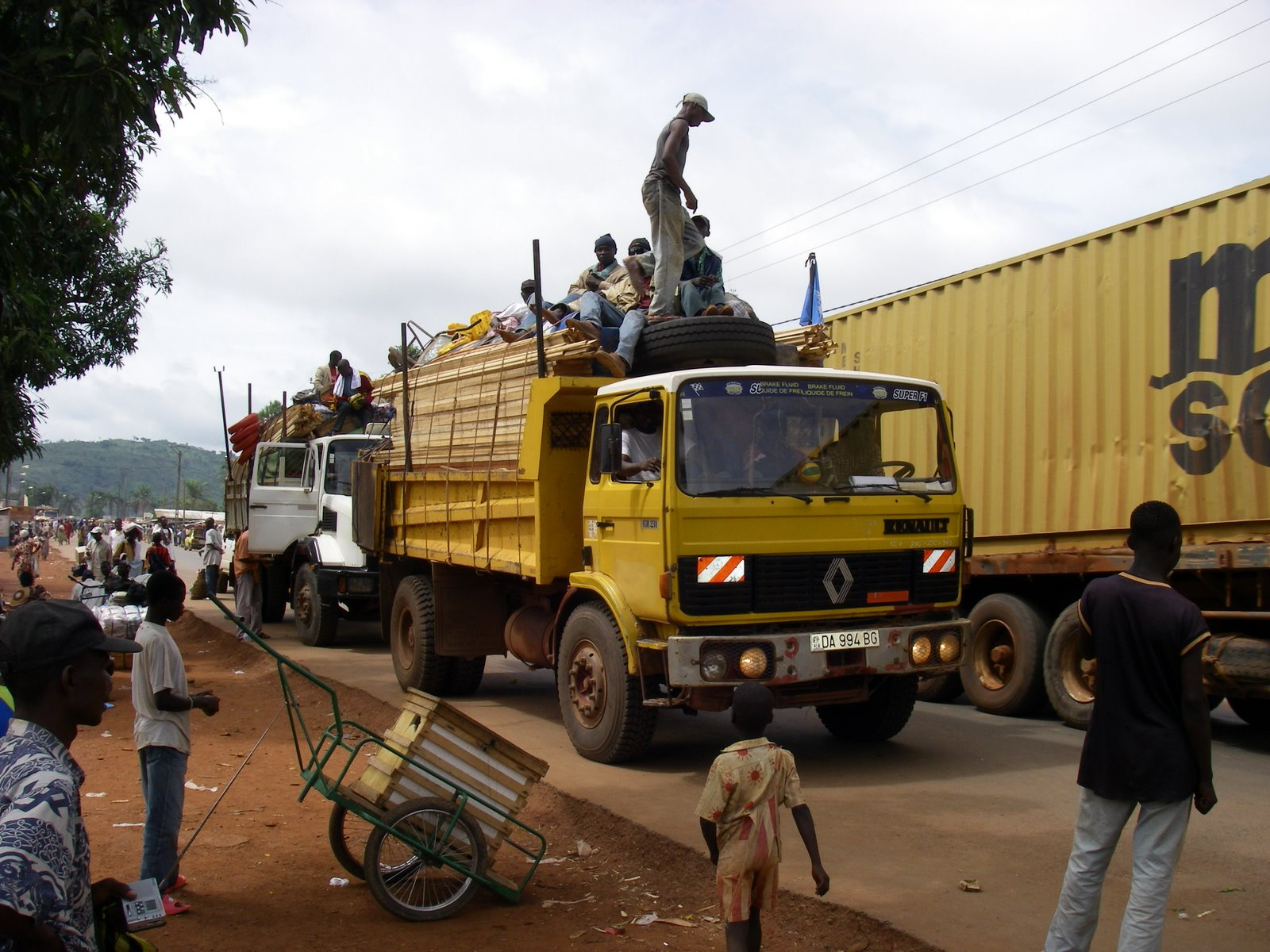
방기의 트럭

중앙아프리카 공화국을 지나는 두 개의 범아프리카 도로망이 있다: 트리폴리-케이프타운 고속도로와 라고스-몸바사 고속도로. 방기는 중앙아프리카 공화국의 주요 교통 허브이다. 1999년 기준으로, 카메룬, 차드, 남수단 및 국내 주요 도시를 연결하는 8개의 도로가 있으며, 이 중 유료도로만 포장되어 있다. 7월부터 10월까지 우기가 되면 일부 도로는 통행이 불가능하다.
방기의 연락선에서는 브라자빌 및 콩고 민주 공화국의 종고까지 페리가 운항된다. 방기와 브라자빌 사이의 강 구간은 대부분의 시기에 항행이 가능하다. 브라자빌에서 화물은 철도를 통해 푸앵트누아르로 운송되며, 이는 콩고의 대서양 항구이다. 강 항구는 연간 35만 톤의 화물을 처리할 수 있으며, 350 미터 길이의 부두와 24,000 제곱미터 의 창고 시설을 갖추고 있다.
방기 음포코 국제공항은 중앙아프리카 공화국의 유일한 국제공항이다. 2014년 6월 기준으로 브라자빌, 카사블랑카, 코토누, 두알라, 킨샤사, 로메, 루안다, 말라보, 은자메나, 파리, 푸앵트누아르, 야운데로 정기 항공편이 운항되었다.
2002년부터 방기를 트란스카메룬 철도와 연결하는 철도 건설 계획이 논의되고 있다.

#### 에너지
중앙아프리카 공화국의 주요 전력 공급원은 수력 발전으로, 저비용 전력 생산을 위한 대체 에너지원이 부족하다. 전력 보급률은 전체 인구의 15.6%에 불과하며, 도시 지역에서는 34.6%, 농촌 지역에서는 1.5%만이 전기를 이용할 수 있다.

#### 통신
현재 중앙아프리카 공화국에서는 TV 방송, 라디오 방송, 인터넷 서비스 제공업체 및 이동통신 사업자가 운영되고 있으며, 소카텔(Socatel)이 인터넷 및 이동통신 서비스를 주도하고 있다. 주요 정부 규제 기관은 우편, 통신 및 신기술부(Ministère des Postes, Télécommunications et des Nouvelles Technologies)이다. 또한 중앙아프리카 공화국은 국제전기통신연합 개발 부문(ITU-D)으로부터 통신 인프라 개선을 위한 국제적 지원을 받고 있다.

## 문화

### 주민
주민은 반투족 계열의 민족이 중심이다. 이 나라에 거주하는 민족은 바야족, 벤다족, 사라족, 바가족, 프랑스인, 기타 등이다.
반자, 반다 등 수단계의 주민이 살고 있으며 주민의 35%가 원시 종교 신봉자이며, 그외 기독교, 이슬람교 등이 있다. 공용어는 프랑스어로 취학률은 50%이다.

### 언어
1995년 헌법 17조 4항에 "공용어는 상고어와 프랑스어다"라고 규정하고 있다. 그러나 실제로는 프랑스어가 유일한 공용어 역할을 하고 있으며, 출판물은 전부 프랑스어로 작성되고, 후에 그 일부를 상고어로 번역한다. 상고어는 어휘의 51%가 프랑스어와 같다. 일부는 스와힐리어, 아랍어도 사용한다.
중앙아프리카공화국은 프랑스어사용국기구(프랑코포니)의 정회원국이다.

### 교육
문해율이 48.6%로, 국민의 절반 이상이 문맹이다.

### 종교
종교는 전통 신앙이 24%, 개신교가 25%, 가톨릭이 25%, 이슬람교가 15%, 기타가 11%이다.

## 기아문제
중앙아프리카공화국의 기아문제는 세계에서 가장 심각한 정도이다. 매년 아일랜드의 NGO인 컨선월드와이드(Concern Worldwide), 독일의 NGO인 세계기아원조(Welthungerhilfe) 그리고 미국의 연구기관인 국제식량정책연구소(IFPRI)가 협력하여 발표하는 세계기아지수(GHI)에 따르면 2016년 중앙아프리카공화국의 기아지수는 100점 만점 중 46.1점으로 세계에서 가장 심각하다고 할 수 있다. 이는 조사 대상이었던 118개의 개발도상국 중 118위에 해당하는 수치로 최악의 기아상태를 보여준다고 할 수 있다.